# Половинка (Жанасемейский район)
Половинка (каз. Половинка) — село в Жанасемейском районе Абайской области Казахстана. Входит в состав Озерского сельского округа. Код КАТО — 632857300.

## Население
В 1999 году население села составляло 452 человека (238 мужчин и 214 женщин). По данным переписи 2009 года, в селе проживали 403 человека (207 мужчин и 196 женщин).